# Ерёмина (село, Свердловская область)
Ерёмина — село в Ирбитском муниципальном образовании Свердловской области России. Ранее входило в состав Черновского сельсовета.

## География
Село Ерёмина находится в 20 километрах (по дорогам в 24 километрах) к востоку-юго-востоку от города Ирбита, на левом берегу реки Кирги (правого притока реки Ницы).

## История
1 октября 2017 года согласно областному закону N 35-ОЗ статус изменён с деревни на село, а Черновской сельсовет упразднён.

## Население
| 2002 | 2010 |
| ---- | ---- |
| 10   | ↗12  |